# Louis Aimar
Louis Aimar (Pagno, Itàlia, 3 de gener de 1911 - Aubagne, 14 de setembre de 2005) va ser un ciclista italià de naixement, però nacionalitzat francès el 6 d'abril de 1933. Fou professional entre 1931 i 1946. En el seu palmarès destaquen dues edicions del Gran Premi de les Nacions, el 1938 i 1941.

## Palmarès
- 1931
  - 1r a la Marsella-Toló-Marsella
- 1932
  - 1r al Gran Premi St. Marthe
  - 1r al Gran Premi Waldors
  - 1r a la Toló-Niça
- 1933
  - 1r al Critèrium de Var
  - 1r a la Niça-Annot-Niça
- 1934
  - 1r al Circuit del Mont-Blanc
  - 1r al Critèrium de Var
  - 1r al Gran Premi de Niça
- 1935
  - Vencedor d'una etapa del Gran Premi de Bône
- 1936
  - 1r a la Toló-Aubagne-Toló
- 1937
  - 1r al Circuit de Forez
  - 1r al Gran Premi d'Espéraza
  - 1r a la Marsela-Niça
- 1938
  - 1r al Gran Premi de les Nacions
  - 1r al Gran Premi de Cévennes
  - 1r a la Toló-Aubagne-Toló
  - Vencedor d'una etapa de la Volta al Marroc
  - Vencedor d'una etapa del Tour del Sud-est
- 1941
  -  Campió de França de persecució
  - 1r al Gran Premi de les Nacions
- 1942
  -  Campió de França de persecució